# Bune
Bune (ook: Bime of Bimé) is volgens de demonologie de groothertog van de hel. Hij voert het bevel over dertig legioenen van demonen. Bune maakt de mensen welsprekend en wijs. Hij geeft ware antwoorden op hun vragen en schenkt hen rijkdommen. Bune spreekt met een aantrekkelijke hoge stem.
Bune wordt afgebeeld als een driekoppige draak. De koppen zijn die van een hond, een griffioen en een mens (hoewel volgens sommige verhalen hij twee hoofden van een draak heeft en één van een mens).